# Eddie Royal
William Edward Royal, detto Eddie (Alexandria, 21 maggio 1986), è un giocatore di football americano statunitense che gioca nel ruolo di wide receiver per i Chicago Bears della National Football League. Fu scelto dai Denver Broncos nel corso del secondo giro del Draft NFL 2008. Al college ha giocato a football a Virginia Tech.

## Carriera professionistica

### Denver Broncos
Nel Draft 2008, Royal fu selezionato come 42ª scelta assoluta dai Broncos.
Debuttò nella NFL l'8 settembre 2008 contro gli Oakland Raiders indossando la maglia numero 19. Nella prima stagione ottenne ben 91 ricezioni, secondo miglior risultato della storia per un debuttante, e vinse per due settimane il titolo di miglior rookie offensivo.
Nelle tre stagioni successive, non riuscì a ripetere le stesse prestazioni del suo primo anno.

### San Diego Chargers
Il 15 marzo 2012, Royal firmò un contratto triennale coi San Diego Chargers del valore di 13,5 milioni di dollari, 6 dei quali garantiti.
Royal ebbe uno spettacolare inizio nella stagione 2013. Nella prima gara contro gli Houston Texans segnò due touchdown e altri tre li segnò la settimana successiva contro i Philadelphia Eagles. Successivamente tornò a segnare nella settimana 7 nella agevole vittoria sui Jacksonville Jaguars. Nell'ultima gara della stagione segnò il suo ottavo touchdown contribuendo alla vittoria ai supplementari e far qualificare i Chargers per l'ultimo posto disponibile nei playoff.
Royal segnò i primi due touchdown del 2014 nella settimana 3 contribuendo alla vittoria in trasferta sui Bills. Altri due li fece registrare la domenica successiva contro i Jacksonville Jaguars, in una gara terminata con 105 yard ricevute. Nel penultimo turno segnò il suo settimo TD, contribuendo a rimontare 21 punti nel secondo tempo ai San Francisco 49ers, andando a vincere ai supplementari.

### Chicago Bears
L'11 marzo 2015, Royal firmò coi Chicago Bears ritrovando il quarterback della sua prima stagione da professionista, Jay Cutler. Quell'anno disputò nove partite, tutte come titolare, con 238 yard ricevute e un touchdown nella vittoria della settimana 4 sugli Oakland Raiders.

## Palmarès
- Rookie della settimana: 2

1ª e 10ª del 2008
- Miglior giocatore degli special team del mese della AFC: 1

ottobre 2009
- Miglior giocatore degli special team della settimana della AFC: 1

2009
- PFWA All-Rookie Team - 2008

## Statistiche
| Partite totali      | 107   |
| Partite da titolare | 70    |
| Ricezioni           | 375   |
| Yard su ricezione   | 3.988 |
| Touchdown           | 26    |

Statistiche aggiornate alla stagione 2015